# Carcelia europaea
Carcelia europaea là một loài ruồi trong họ Tachinidae.